# Hokksund
Hokksund est une ville de Norvège. En 2019, la ville a une population de 9 207 habitants. Elle est le centre administratif de la commune d'Øvre Eiker.
Au nord-est de la rivière Drammenselva se trouve la vieille ville d'Hokksund tandis qu'au sud-ouest se trouve la gare de Hokksund et de nouveaux quartiers.